# Gangbyeon Hotel
Gangbyeon Hotel (강변 호텔?, titolo internazionale Hotel by the River) è un film del 2018 diretto da Hong Sang-soo.